# István Avar
István Avar (německy: Stefan Auer, rumunsky: Ștefan Auer) (28. května 1905, Arad – 13. října 1977, Kaposvár) byl fotbalista a trenér německého původu, který hrál za Rumunsko a Maďarsko.
Hrál na postu útočníka hlavně za Újpest FC a Rapid Bukurešť. Byl s týmem Maďarska na MS 1934.

## Hráčská kariéra
István Avar hrál na postu útočníka za AMEF Arad, Colțeu Brașov, Újpest FC a Rapid Bukurešť.
Za Rumunsko hrál 2 zápasy a dal 3 góly. Za Maďarsko hrál 21 zápasů a dal 24 gólů. Byl s týmem Maďarska na MS 1934.

## Trenérská kariéra
Avar byl v pozici hrajícího trenéra v Rapidu Bukurešť.

## Úspěchy

### Hráč
Újpest FC
- Maďarská liga (4): 1929–30, 1930–31, 1932–33, 1934–35
- Středoevropský pohár (1): 1929
- Coupe des Nations: 1930

Rapid București
- Rumunský pohár (4): 1936–37, 1937–38, 1938–39, 1939–40

Individuální
- Maďarský fotbalista roku (1): 1931
- Král střelců rumunské ligy (1): 1939–40 (21 gólů)
- Král střelců středoevropského poháru (1): 1929 (10 gólů)
- Král střelců mezinárodního poháru (1): 1931–32 (8 gólů)

### Trenér
Rapid București
- Rumunský pohár (2): 1937–38, 1938–39